# لوكا بيليجريني (لاعب كرة قدم)
لوكا بيليجريني (بالإيطالية: Luca Pellegrini)‏ (7 مارس 1999 في إيطاليا - ) هو لاعب كرة قدم إيطالي في مركز الظهير الأيسر. لعب مع نادي يوفنتوس.

## وصلات خارجية
- لوكا بيليجريني (لاعب كرة قدم) على موقع الاتحاد الأوربي (الإنجليزية)
- لوكا بيليجريني (لاعب كرة قدم) على موقع قاعدة بيانات كرة القدم.إي يو (الإنجليزية)
- لوكا بيليجريني (لاعب كرة قدم) على موقع ليكيب (الفرنسية)
- لوكا بيليجريني (لاعب كرة قدم) على موقع ناشيونال فوتبول تيمز (الإنجليزية)
- لوكا بيليجريني (لاعب كرة قدم) على موقع Soccerway.com (الإنجليزية)
- لوكا بيليجريني (لاعب كرة قدم) على موقع عالم كرة القدم.نت (الإنجليزية)